# Hemipolygona mosselensis
Hemipolygona mosselensis is een slakkensoort uit de familie van de Fasciolariidae. De wetenschappelijke naam van de soort is voor het eerst geldig gepubliceerd in 1932 door Tomlin.